# Walckenaeria lurida
Walckenaeria lurida este o specie de păianjeni din genul Walckenaeria, familia Linyphiidae, descrisă de Seo, 1991. Conform Catalogue of Life specia Walckenaeria lurida nu are subspecii cunoscute.